# Olympique de Marseille 2000-2001
Questa voce raccoglie le informazioni riguardanti l'Olympique de Marseille nelle competizioni ufficiali della stagione 2000-2001.

## Maglie e sponsor
Lo sponsor tecnico per la stagione 2000-2001 è Adidas, mentre gli sponsor ufficiali sono Ericsson per il campionato e SFR per le coppe. Alla prima divisa viene aggiunta una croce azzurra, mentre la seconda divisa dell'anno precedente venne retrocessa a terza, essendo stata sostituita da una interamente blu con le maniche, la metà inferiore della maglia e i calzettoni di colore azzurro.
| Casa | Trasferta | Terza divisa |  |

## Rosa
| N. |                           | Ruolo | Calciatore         |
| -- | ------------------------- | ----- | ------------------ |
| 30 | Francia (bandiera)        | P     | Cédric Carrasso    |
| 31 | Francia (bandiera)        | P     | Steeve Elana       |
| 16 | Francia (bandiera)        | P     | Damien Grégorini   |
| 1  | Francia (bandiera)        | P     | Stéphane Trevisan  |
| 27 | Francia (bandiera)        | D     | Jacques Abardonado |
| 2  | Francia (bandiera)        | D     | Patrick Blondeau   |
| 20 | Francia (bandiera)        | D     | Zoumana Camara     |
| 3  | Francia (bandiera)        | D     | Manuel Dos Santos  |
| 23 | Francia (bandiera)        | D     | William Gallas     |
| 4  | Sudafrica (bandiera)      | C     | Pierre Issa        |
|    | Francia (bandiera)        | D     | Lilian Martin      |
| 18 | Costa d'Avorio (bandiera) | D     | Abdoulaye Méïté    |
| 5  | Francia (bandiera)        | D     | Bruno N'Gotty      |
| 15 | Francia (bandiera)        | D     | Sébastien Pérez    |
| 19 | Algeria (bandiera)        | C     | Djamel Belmadi     |
| 4  | Argentina (bandiera)      | C     | Lucas Bernardi     |
| 8  | Francia (bandiera)        | C     | Frédéric Brando    |
| 10 | Brasile (bandiera)        | C     | Adriano Gabiru     |
| 26 | Francia (bandiera)        | C     | Benjamin Gavanon   |

| N. |                                 | Ruolo | Calciatore              |
| -- | ------------------------------- | ----- | ----------------------- |
| 35 | Francia (bandiera)              | C     | Sébastien Gregori       |
| 6  | Algeria (bandiera)              | C     | Brahim Hemdani          |
| 6  | Svezia (bandiera)               | C     | Klas Ingesson           |
| 13 | Francia (bandiera)              | C     | Jérôme Leroy            |
| 17 | Francia (bandiera)              | C     | Jean-Christophe Marquet |
| 25 | Francia (bandiera)              | C     | Mickaël Marsiglia       |
| 22 | Brasile (bandiera)              | C     | André Luiz              |
| 14 | Francia (bandiera)              | C     | Cédric Mouret           |
| 7  | Brasile (bandiera)              | C     | Marcelinho Paraíba      |
| 10 | Jugoslavia (bandiera)           | C     | Jovan Stanković         |
| 24 | Argentina (bandiera)            | C     | Pablo Calandria         |
| 28 | Costa d'Avorio (bandiera)       | A     | Ibrahima Bakayoko       |
| 21 | Mali (bandiera)                 | A     | Dramane Coulibaly       |
| 12 | Francia (bandiera)              | A     | Karim Dahou             |
| 9  | Francia (bandiera)              | A     | Florian Maurice         |
| 11 | Francia (bandiera)              | C     | Cyrille Pouget          |
| 7  | Bosnia ed Erzegovina (bandiera) | A     | Alen Škoro              |
| 29 | Liberia (bandiera)              | A     | George Weah             |